# آهیراتسو هیمه
آهیراتسو هیمه (انگلیسی: Ahiratsu-hime؛ اولین همسر امپراتور جینمو، اولین امپراتور ژاپن بود. جینمو بعداً با هیمه‌تاتارایسوزو-هیمه ازدواج کرد که اولین امپراتریس‌های ژاپن شد و فرزندانش تاج و تخت را به ارث بردند. پسر او تاگیشیمیمی به دلیل به ارث بردن تاج و تخت، تلاش می‌کرد تا قدرت را با خشونت به دست گیرد.
در «کوجیکی»، او را «اهیرا هیمه» (吾平媛) می‌نامند. به گزارش «نیهون شوکی» او اهل ولایت هیوگا بود.